# Nundinium
Nundinium ist vom Wort nundinum, das sich auf die römische Woche bezieht, abgeleitet. Der Begriff wurde verwendet, um den Zeitraum eines Konsulats zu bezeichnen. Während der römischen Kaiserzeit konnten während eines Jahres mehrere Konsulpaare ihr Amt nacheinander ausüben. In dieser Abkehr vom Jahreskonsulat wurde der Zeitraum, den ein einzelnes Paar ausfüllte, nundinium genannt. 